# Dohari
Dohari (en népalais : दोहरी) est un comité de développement villageois du Népal situé dans le district de Bara. Au recensement de 2011, il comptait 4 822 habitants.